# Mangan(III)-chlorid
Mangan(III)-chlorid ist eine chemische Verbindung des Mangans aus der Gruppe der Chloride.

## Gewinnung und Darstellung
Mangan(III)-chlorid kann durch Reaktion von Mangan(IV)-oxid mit Chlorwasserstoff bei −63 °C in Ethanol oder Mangan(III)-acetat mit Chlorwasserstoff bei −100 °C gewonnen werden.

## Eigenschaften
Mangan(III)-chlorid ist ein schwarzer Feststoff, der oberhalb von −40 °C zerfällt. Stabil sind hingegen die Pentachloromanganate(III) MnCl52−. Die Verbindung reagiert mit Aminen und anderen ähnlichen Liganden zu Komplexverbindungen.